# Clément Doucet
Clément Doucet (Brussel, 9 april 1895 - aldaar, 15 oktober 1950) was een Belgische pianist.

## Biografie
Doucet vormde zich muzikaal aan het Koninklijk Conservatorium Brussel. Vervolgens speelde hij jarenlang als klassieke pianist op een boot, en speelde hij op een kerkorgel werken van Johann Sebastian Bach. In de Verenigde Staten kwam hij in aanraking met jazz. In 1923 ontmoette hij Jean Wiéner. In de vijftien jaar erna ontstond niet alleen een goede vriendschap. De twee muzikanten verkenden het werk van Beethoven en Poulenc, en traden samen meer dan 2000 keer samen op.
- Bibliothèque nationale de France: cb13926894c (data)
- Gemeinsame Normdatei: 1022719947
- International Standard Name Identifier: 0000 0000 4699 5462
- Library of Congress Control Number: n2001064969
- Nationale Bibliotheek van Letland: 000304590
- MusicBrainz: e244f214-cc32-4d85-b14b-7fcd9f2ba742
- Nationale Bibliotheek van Tsjechië: xx0156236
- Nederlandse Thesaurus van Auteursnamen: 337227268
- Système universitaire de documentation: 086912496
- Virtual International Authority File: 56798647
- WorldCat: E39PBJktk8qkRJJBcqCJ6GTT73